# Porotrichum alleghaniense
Porotrichum alleghaniense là một loài rêu trong họ Neckeraceae. Loài này được (Müll. Hal.) Grout mô tả khoa học đầu tiên năm 1908.